# Neurolepsie
Mit Neurolepsie oder Neurolepsis (von altgriechisch ἐπίλαμβάνω epílambano, deutsch ‚zufassen, erfassen, ergreifen, an sich nehmen, angreifen [auch feindlich]; weiter übliche substantivierte Bedeutung: Angriff, Anfall, Überfall‘) ist sowohl die Herabsetzung des psychischen Spannungsgrades durch Medikamente gemeint als auch die Anwendung dieser Mittel in der Anästhesie zur Einleitung einer Narkose (Neuroleptanalgesie) und in der Intensivtherapie die sedierende Medikation bei unruhigen Patienten.(a) Das erste Neuroleptikum, Chlorpromazin, vereinigte diese beiden Anwendungsbereiche und Eigenschaften in beispielgebender Weise. Für seine Wirkungsweise wurde um 1952 von Jean Delay (1907–1987), Pierre Deniker und anderen Forschern der Begriff Neurolepsie geprägt.(a)

## Besonderheiten der Psychopharmakologie
Aus den zweifachen Anwendungsbereichen der pharmakologisch bestimmten Somatotherapie ergibt sich die Fragestellung nach der Korrelation beider Wirkungsweisen. Pharmaka als biochemisch wirksame Mittel sind hinsichtlich ihrer Wirkungsweise in der Regel auf entsprechende naturwissenschaftlich orientierte Wirkmechanismen zurückführbar. Es wurden im Falle der Neurolepsie vielfach Theorien aufgestellt, welche die Rolle der Neurotransmitter betrafen und deren pharmakologische Beeinflussung, insbesondere durch Neuroleptika. Hier ist die Dopaminhypothese zu nennen. Die Psychopharmakologie unterscheidet sich aber von der allgemeinen Pharmakologie. In der Psychopharmakologie ist dieser entsprechende biochemisch überzeugende Nachweis nicht immer einfach zu erbringen, da selbst einzelne psychische Zielsymptome nicht auf einfache körperliche Wirkungen reduzierbar sind, sondern das Resultat komplexer neuronaler Verschaltungen sind.(b) Vor einer voreiligen Interpretation dieser Zusammenhänge und körperlich-seelischen Wechselwirkungen warnt auch Delay.(a) In dieser Hinsicht stellt die Gleichsetzung von antipsychotischer Wirkung und der Fähigkeit von Psycholeptika, extrapyramidale Bewegungsstörungen zu erzeugen, eine Verengung des Begriffs der Neurolepsie dar. Diese Gleichsetzung nämlich ist Gegenstand der Lehre von der neuroleptischen Schwelle.(c) Bereits die Bezeichnung „Schwelle“ lässt an eine naturwissenschaftliche Erklärungsweise der neuroleptischen Wirkung denken, nämlich im Sinne einer bestimmten Reizschwelle.(b)

## Neurolepsie und Psycholepsie
Delay übernahm den von Pierre Janet (1859–1947) geprägten Begriff der psychischen Spannung (tension psychologique), die besonders in der Psychasthenie nach Janets Lehre erniedrigt ist. Janet unterschied die psychische Spannung von der psychischen Kraft (force psychologique), die er eher als bestimmend für die Auslösung eines Agitationssyndroms ansah (verbunden mit innerer und äußerlicher Unruhe, Unsicherheit, Zweifel und Angst). Die Richtung dieser Psychologie geht in Frankreich zurück auf Maine de Biran (1766–1824).(b) In Deutschland hat in jüngerer Zeit Franz Brentano (1838–1917) ähnliche Gedanken vertreten (Intentionalität). Man kann darin den Versuch der Quantifizierung seelischer Energie sehen, aber auch den der qualitativen Zuordnung dieser Energie in verschiedenen seelischen Verfassungen und Zuständen, siehe → Zustandsgefühle. Die Qualität einer Empfindung kommt einer Erregung dann zu, wenn sie den Neocortex erreicht. Dies erfordert einen höheren Aufwand eines Energiebetrags seitens des Organismus als etwa die Auslösung des PSR, der auf der Ebene des Rückenmarks abläuft.(c) Die psychodynamische Sicht der Psychoanalyse veranlasst eher zu einer multikonditionalen Betrachtungsweise, wie sie sogar von Vertretern der klassischen deutschen Psychiatrie gefordert wird.(a) Auch der von Sigmund Freud (1856–1939) gebrauchte Begriff der Erregungssumme zielt in diese Richtung. Die Tatsache, dass das Agitationssyndrom bei der Psychasthenie nicht regelmäßig und außerhalb dieser Symptomatik ebenfalls häufig vorkomme,(d) trägt als vielfach geäußerte Kritik gegenüber der Lehre Janets nicht der in der Psychiatrie häufigen Ausdrucksgemeinschaft psychischer Symptome Rechnung.(b) Zu unterscheiden sind zumindest noetische (Verstandes-) und thymische (Gefühls-)Qualitäten, die unterschiedliche Ebenen und Stufen der cerebralen Differenzierung und Entwicklung voraussetzen. Die stärker differenzierten cerebralen Strukturen (Isokortex) sind gegenüber Störungen anfälliger. Es stellt sich auch die Frage, ob das Agitationssyndrom Beziehungen zur Neurasthenie oder auch zu extrapyramidalen Nebenwirkungen der Neurolepsie wie etwa der Akathisie aufweist. Die Erniedrigung der psychischen Spannung (tension psychologique) sollte daher mit Recht genauer als ›Psycholepsie‹ der nur sedierenden und analgesierenden Wirkung der ›Neurolepsie‹ gegenübergestellt werden, wie sie von der Anästhesie genutzt wird, auch wenn beide Bezeichnungen vielfach synonym gebraucht werden.